# Гапей Василь Васильович
Васи́ль Васи́льович Гапе́й (* 1981) — старший лейтенант Збройних сил України, учасник російсько-української війни.

## З життєпису
Народився у місті Чернівці на Буковині.
Навчався (школа, технікум, університет, кафедра військової підготовки), згодом займався підприємницькою діяльністю та працював головним бухгалтером у приватній фірмі.
З 20 березня 2014 року — молодший лейтенант ЗСУ, служив у 30-й окремій механізованій бригаді (позивний "ТИРАН"). У травні вирушили на Донбас. Пробивали дорогу на Луганський аеропорт до десантників 80-ї бригади, які були в оточенні. 20 липня 2014-го вибили терористів з блокпосту під Георгіївкою і тим самим звільнили шлях до летовища. Брав участь у багатьох інших боях за визволення окупованих ворогом територій Донбасу.
Демобілізувався навесні 2015 року. Отримав інвалідність внаслідок війни. На повернення чекали батьки, старша сестра, дружина і донька.

## Нагороди
За особисту мужність і героїзм, виявлені у захисті державного суверенітету та територіальної цілісності України, вірність військовій присязі під час російсько-української війни, відзначений — нагороджений
- 13 серпня 2015 року — орденом Богдана Хмельницького III ступеня.
- 08 травня 2015 року — медаллю «Захиснику Вітчизни».
- 17 лютого 2016 року — відзнакою Президента України «За участь в антитерористичній операції».